# Ильинский, Николай Ильич
Никола́й Ильи́ч Ильи́нский (1854—1897) — русский писатель, священник.
Воспитанник Московской духовной академии. 
Его важнейший труд — «Синтагма Матфея Властаря» (М., 1892). 
Его статья: «Очерк состояния духовно-учебных заведений в России в текущем столетии», напечатан в «Таврических Епархиальных Ведомостях» за 1880, позже вышла отдельным изданием.